# Чемпіонат України з фігурного катання на ковзанах 2019
Чемпіонат України з фігурного катання на ковзанах 2019 — змагання з фігурного катання серед українських фігуристів сезону 2019/2020 року, організоване Українською федерацією фігурного катання на ковзанах.
Спортсмени змагалися в чоловічому й жіночому одиночному катанні, парному катанні та спортивних танцях на льоду.
Турнір відбувся з 18 по 19 грудня 2019 року в Києві. За результатами чемпіонату була сформована збірна команда України на чемпіонат Європи 2020 року, чемпіонат світу 2020 року і зимові юнацькі Олімпійські ігри 2020 року.

## Переможці

### Чоловіки[2]
1. Іван Шмуратко
2. Кирило Лішенко
3. Андрій Кокура

### Жінки[3]
1. Анастасія Шаботова
2. Таїсія Спесивцева
3. Анастасія Гожва

### Танцюристи[4]
1. Олександра Назарова — Максим Нікітін
2. Дар'я Попова — Володимир Бєліков
3. Марія Голубцова — Кирило Бєлобров

### Спортивні пари[5]
1. Катерина Дзицюк — Іван Павлов
2. Віолетта Бичкова — Іван Хобта
3. Софія Нестерова — Артем Даренський

## Склад збірної команди

### Начемпіонат Європи
Склад збірної команди України для участі  в чемпіонаті Європи формувався виходячи з результатів національного чемпіонату та враховуючи думку тренерської ради. За результатами чемпіонату України 2020 року тренерська рада спільно з Федерацією затвердили наступний склад збірної:
- В чоловічому одиночному катанні: Андрій Кокура (3-е місце).
- В жіночому одиночному катанні: Анастасія Гожва (3-е місце).
- В парному спортивному катанні: . Софія Нестерова та Артем Даренський (3-е місце).
- В танцях на льоду: Олександра Назарова з Максимом Нікітіним (1-е місце).

### Назимові юнацькі Олімпійські ігри
Склад збірної команди України для участі  в зимовій юнацьких Олімпійських іграх сформувався виходячи з результатів національного чемпіонату та враховуючи думку тренерської ради. За результатами чемпіонату України 2020 року тренерська рада спільно з Федерацією затвердили наступний склад збірної:
- В чоловічому одиночному катанні: Андрій Кокура (3-е місце).
- В парному спортивному катанні: . Софія Нестерова та Артем Даренський (3-е місце).